# Ellipsofissurina
Ellipsofissurina es un género de foraminífero bentónico considerado un sinónimo posterior de Fissurina de la Subfamilia Ellipsolageninae, de la Familia Ellipsolagenidae, de la Superfamilia Polymorphinoidea, del Suborden Lagenina y del Orden Lagenida. Su especie-tipo era Fissurina laevigata. Su rango cronoestratigráfico abarcaba el Eoceno.

## Discusión
Clasificaciones previas incluían Ellipsofissurina en la Superfamilia Nodosarioidea.

## Clasificación
Ellipsofissurina incluía a la siguiente especie:
- Ellipsofissurina laevigata †